# Aleksandr Gerasimov
Aleksandr Georgiyevich Gerasimov (em russo:  Александр Георгиевич Герасимов; Orsk, 22 de janeiro de 1975) é um ex-jogador de voleibol da Rússia que competiu nos Jogos Olímpicos de 2000.
Em 2000, ele fez parte da equipe russa que conquistou a medalha de prata no torneio olímpico, no qual atuou em oito partidas.